# Jarosław Okrągły
Jarosław Stanisław Okrągły (ur. 6 marca 1959 w Warszawie) – polski informatyk, specjalista ds. telekomunikacji i menedżer, wiceminister łączności w rządzie Jerzego Buzka.

## Życiorys
W 1982 ukończył studia na Wydziale Elektroniki Automatyki i Elektroniki Akademii Górniczo-Hutniczej w Krakowie, następnie studiował podyplomowo systemy telekomunikacyjne na Politechnice Śląskiej w Gliwicach, a w latach 90. ukończył podyplomowe studium organizowane przez Instytut Badań Stosowanych przy PAN w Wyższej Szkole Informatyki Stosowanej i Zarządzania. W 1997 bez powodzenia ubiegał się o mandat parlamentarzysty z ramienia Unii Wolności. W rządzie Jerzego Buzka sprawował funkcję podsekretarza stanu w resorcie łączności. W 2001 dołączył do Platformy Obywatelskiej, kandydował z jej list do Sejmu w tym samym roku.
Obejmował kierownicze funkcje w spółkach prawa handlowego. Był wiceprezesem zarządu, a także dyrektorem do spraw ekonomicznych i rozwoju w Szpitalu Powiatowym w Prudniku. Reprezentował w nim udziałowca mniejszościowego – spółkę Optima Medycyna. W lutym 2015 złożył rezygnację z zajmowanego stanowiska. Zasiadał we władzach Fundacji na rzecz Rozwoju Społeczeństwa Informacyjnego w Polsce. W 2017 został redaktorem naczelnym czasopisma „Gazeta Pogranicza” z siedzibą w Prudniku, które swoim zasięgiem objęło powiaty prudnicki i nyski. Został też właścicielem restauracji „Aleja Wina” w Prudniku oraz ośrodka wypoczynkowego w Pokrzywnej.

## Życie prywatne
Mąż Janiny Okrągły, lekarki i działaczki Platformy Obywatelskiej. Zamieszkał w Prudniku.